# 틴틴의 위험한 휴가
틴틴의 위험한 휴가(Tintin et le lac aux requins, Tintin and the lake of sharks)는 프랑스에서 제작된 레이몬드 르블랑 감독의 1972년 애니메이션, 모험 영화이다.